# Fiona Lesley Smith
Fiona Lesley Smith, född den 31 oktober 1973 i Saskatoon i Kanada, är en kanadensisk ishockeyspelare.
Hon tog OS-silver i damernas ishockeyturnering i samband med de olympiska ishockeytävlingarna 1998 i Nagano.